# 오가노이드사이언스
오가노이드사이언스(영어: Organoid Sciences)는 오가노이드 전문 신약 개발 기업이다.

## 역사
2018년 차병원의 교수이던 유종만 대표가 교원창업을 통해 설립하였다.
2025년 5월 9일에는 코스닥 시장에 상장하였다.

## 자회사
- VOS디스커버리
- 람다바이오로직스
- 포도테라퓨틱스

### 내용주
1. ↑  원일T&I와 상장일이 동일하다.